# 長崎バス田上営業所

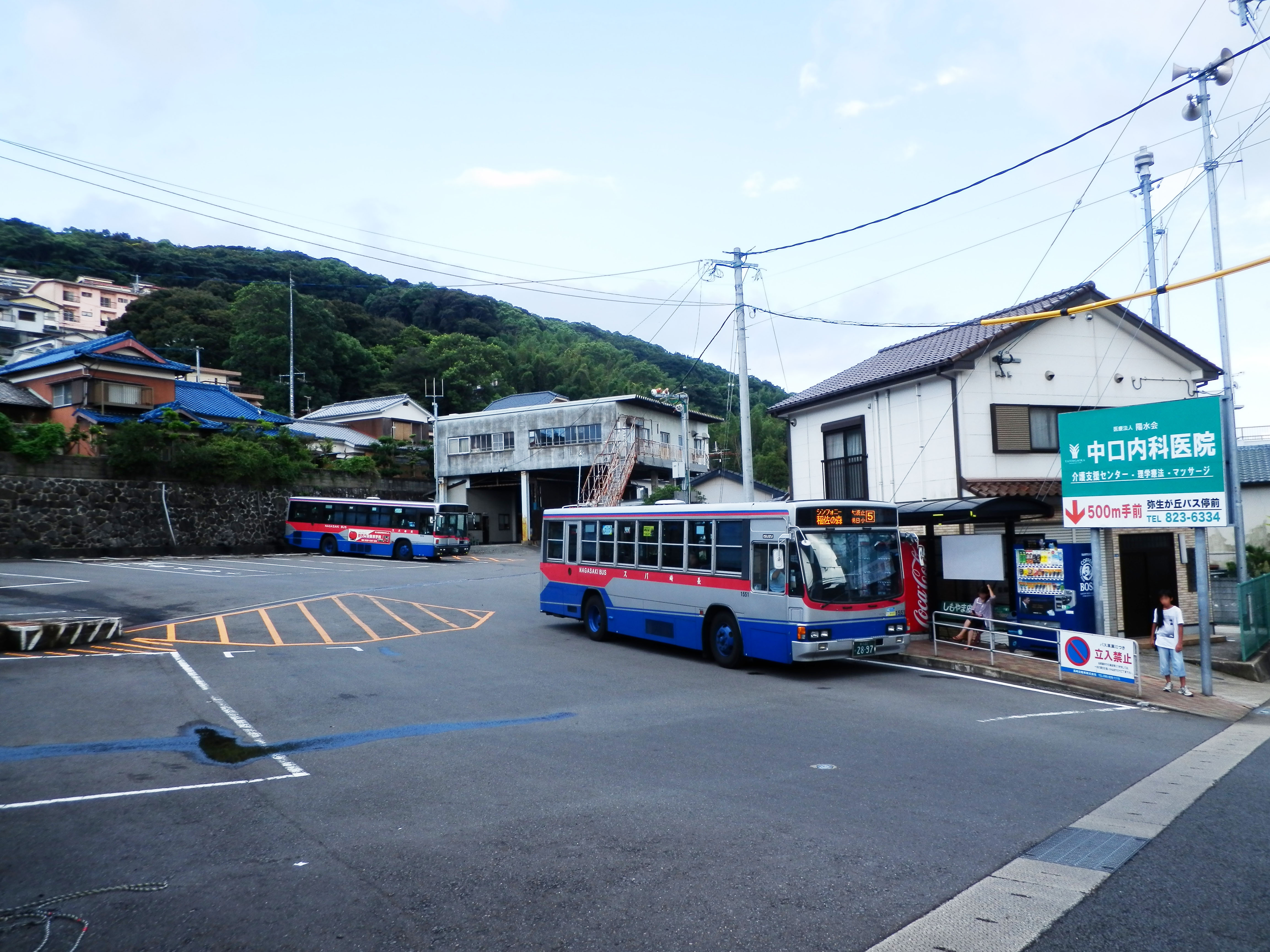
跡地は車庫として利用されている。画面奥にあるのが旧田上営業所建屋（2012年撮影）

長崎バス田上営業所（ながさきバスたがみえいぎょうじょ）は、長崎県長崎市田上1丁目2番49号に存在した、長崎自動車の営業所である。

## 歴史
- 1957年（昭和32年）1月21日 田上営業所開設[1]
- 2001年（平成13年） 茂里町営業所の出張所となる[2]。
- 2003年（平成15年）4月7日 田上出張所を廃止し稲佐橋営業所へ統合[2]。
- 2006年（平成18年）8月31日 稲佐橋営業所が神の島営業所に統合される[3]。

## 概要
1957年に開設された営業所で、稲佐周辺と田上周辺を結ぶ路線の担当であった。2003年に営業所前の国道拡大に伴う用地買収が行われ、一部の敷地が失われるのを機に廃止された。田上出張所の路線は茂里町営業所の路線と共に稲佐橋営業所の管轄に変更された。この際、それまで稲佐橋営業所が管轄していた路線は茂里町営業所へと移管されている。跡地は現在も駐在所として残されており、大浦経由便以外の始発地として利用されている。